# Astragalus hajijafanensis
Astragalus hajijafanensis es una especie de planta del género Astragalus, de la familia de las leguminosas, orden Fabales.

## Distribución
Astragalus hajijafanensis se distribuye por Irán.

## Taxonomía
Fue descrita científicamente por Maassoumi. Fue publicada en Gen. Astragalus Iran 5: 404 (2005).